# Coryneum kunzei
Coryneum kunzei är en svampart som beskrevs av Corda 1840. Coryneum kunzei ingår i släktet Coryneum och familjen Pseudovalsaceae.   Inga underarter finns listade i Catalogue of Life.